# District de San Salvador
Pour les articles homonymes, voir San Salvador.
Le district de San Salvador est l'un des huit districts de la province de Calca.
Il a été créé le 28 février 1946 d'après la loi N°10415.